# Mimetismo

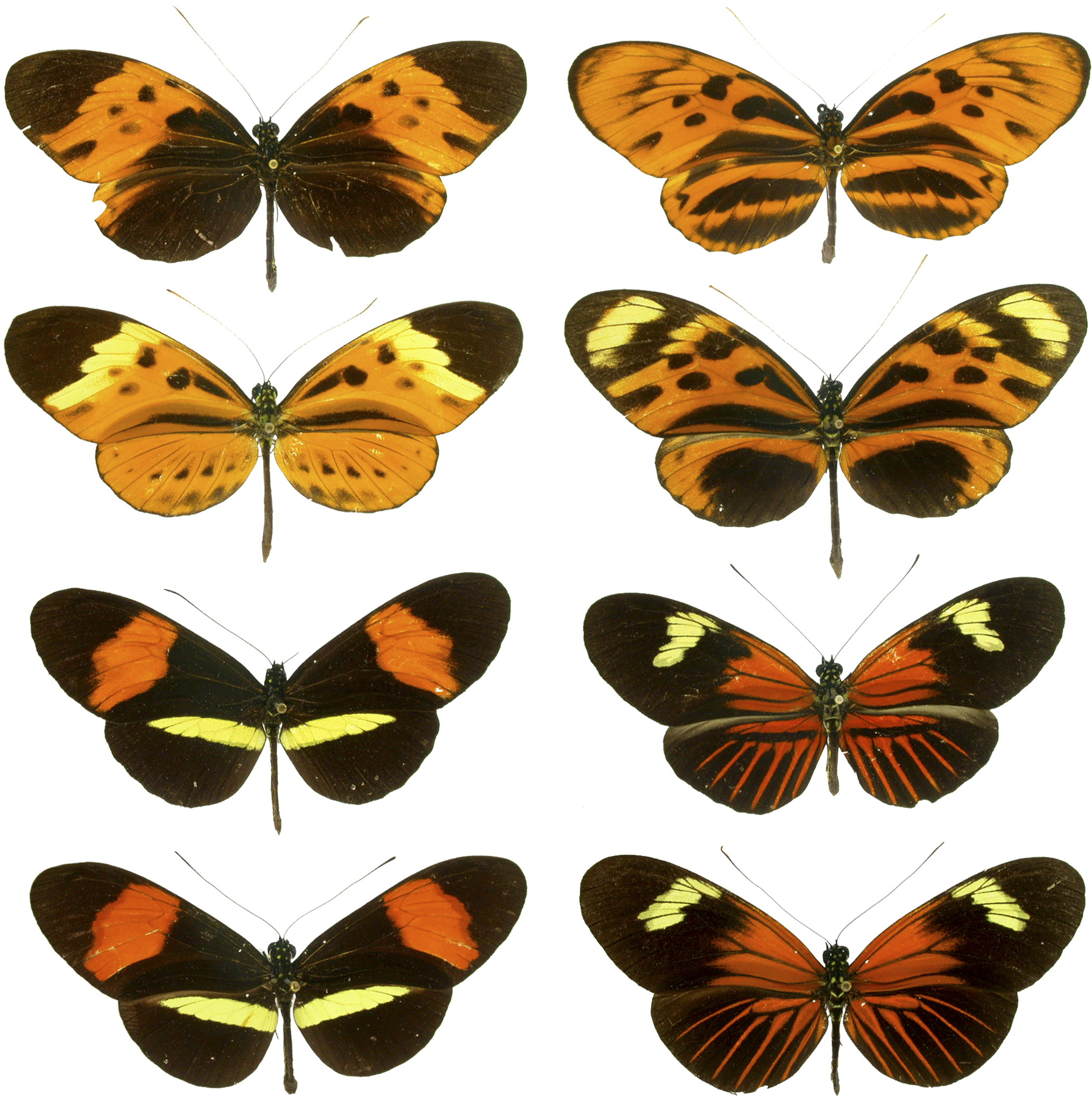
O mimetismo em borboletas neotropicais Heliconiini é visto aqui, apresentando quatro formas de Heliconius numata, duas formas de Heliconius melpomene e as duas formas de imitação, correspondentes, de Heliconius erato.

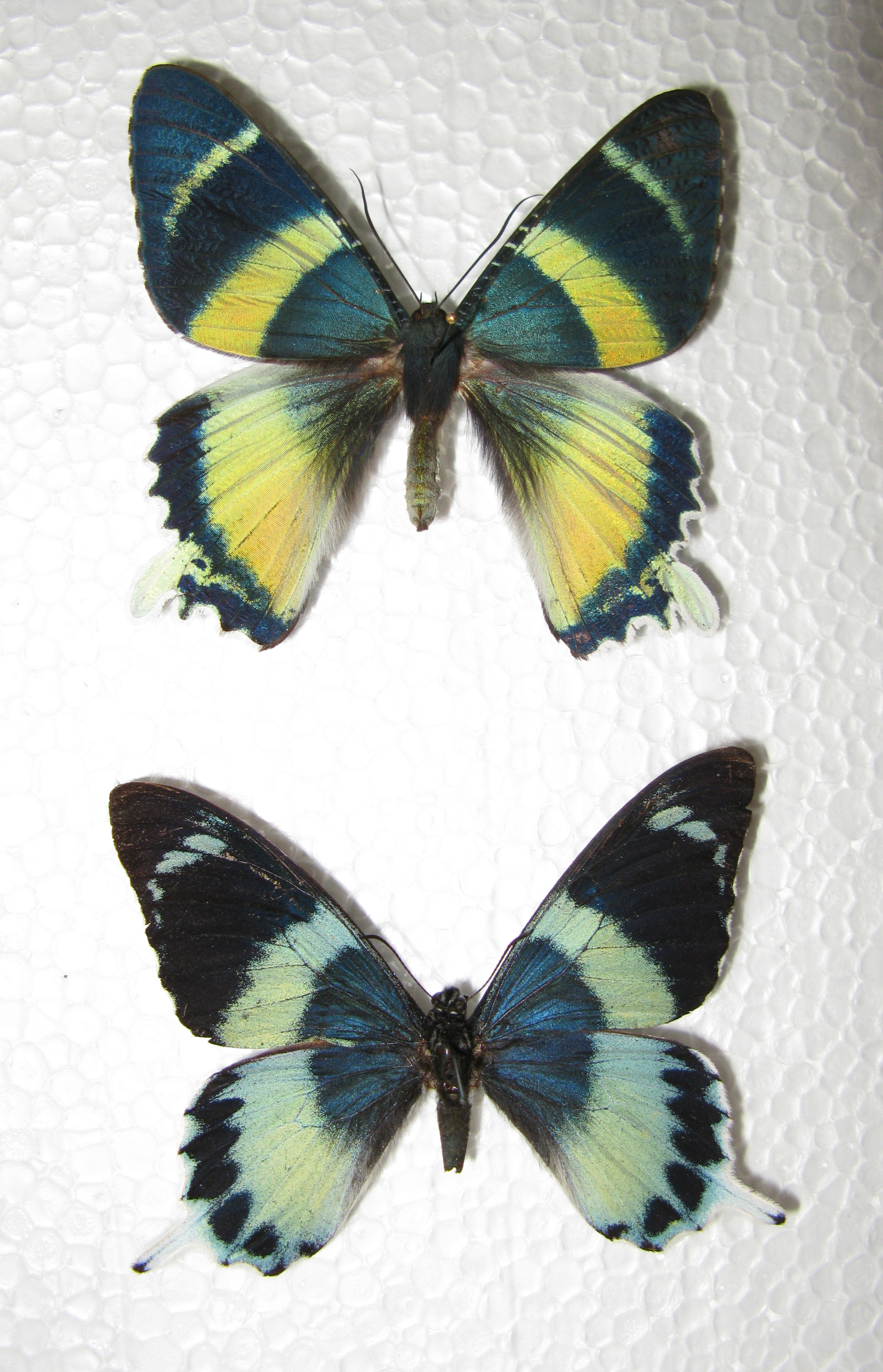
A borboleta Papilio laglaizei (abaixo) é um mimético batesiano da mariposa venenosa Alcides agathyrsus (acima) na Nova Guiné.

Mimetismo consiste na presença, por parte de determinados organismos denominados mímicos, de características que os confundem com um outro grupo de organismos. Por exemplo o bicho-folha é confundido com a folha de determinada espécie de planta. Essa semelhança pode se dar principalmente no padrão de coloração, textura, forma do corpo, comportamento e para todas as características químicas, e deve conferir ao mímico uma vantagem adaptativa. Difere da camuflagem, que é o conjunto de técnicas e métodos que permitem a um dado organismo ou objeto permanecer indistinto do ambiente que o cerca.

## Definição
Mimetismo é o caso em que uma espécie possui características que evoluíram especificamente para se assemelhar com as de outras espécies, um exemplo de evolução convergente. .
Essa semelhança confere vantagens, tais como proteção contra predação para um ou ambos os organismos, através de algum fluxo de informação entre os organismos miméticos e mimetizados, e o agente que recebe os sinais miméticos (agente de seleção). O agente de seleção (predador, simbionte, ou hospedeiro de parasita, dependendo do tipo de mimetismo encontrado) interage diretamente com os organismos aparentemente similares e é iludido por sua similaridade..
Este tipo de seleção distingue o mimetismo de outros tipos de semelhança convergente, resultantes de outras forças seletivas, como a camuflagem, que se refere ao padrão de coloração e textura, que torna um organismo semelhante ao seu entorno, dificultando a sua detecção.

## Etimologia
Proveniente do termo grego "mimetés" que significa imitação. Era originalmente usado para descrever pessoas, só foi aplicado em biologia a partir do início do século XIX.

## Histórico
Em 28 de maio de 1848, dois jovens naturalistas ingleses aportaram em Belém do Pará, Brasil, em busca de conhecimentos sobre história natural e principalmente em busca de espécimes para vender a colecionadores diletantes da Inglaterra e assim pagar as despesas da viagem. 
Os dois naturalistas eram Henry Walter Bates e Alfred Russel Wallace. 
Nesta viagem que durou cerca de 11 anos Bates viajou pela Amazônia e foi com as observações que lá obteve sobre grupos de borboletas impalatáveis Heliconiidae, e as palatáveis Dismorphiinae (Pieridae) que cunhou o termo mimetismo e a teoria de que espécies desprotegidas podem levar vantagem adaptativa ao parecerem com espécies protegidas (posteriormente denominado mimetismo batesiano)em 1862.
Bates também havia observado exemplos de espécies de borboletas aparentemente desagradáveis que se assemelhavam a outro tipo também desagradável: "Não só, porém, são as Heliconidae os objetos selecionados para a imitação, alguns deles são eles próprios os imitadores".
Bates sugeriu que espécies raras, independente de sua palatabilidade, poderiam ganhar proteção contra predadores, assemelhando-se às mais comuns da espécie antecipando Müller por mais de uma década.
Johann Friedrich Theodor Müller, que havia emigrado para o Brasil em 1852, foi atingido pelo mesmo fenômeno intrigante de mimetismo entre borboletas palatáveis. Müller propôs várias explicações para a tendência, uma explicação inicial foi inspirada pela teoria de Darwin da seleção sexual, especificamente, que os indivíduos podem desenvolver uma preferência por parceiros com padrões de cores certas depois de ver outras formas (da mesma espécie ou espécie diferente), com aparências semelhantes .
No entanto, se este argumento particular estivesse correto, então seria de se esperar que o processo tendesse a produzir semelhanças mais próximas entre organismos masculinos co-mímicos que os femininos, porém, onde o dimorfismo sexual ocorre, são as fêmeas que tendem a ser miméticos .
Em 1878, Müller fez uma breve descrição de uma explicação diferente para o fenômeno, desta vez, como a teoria original de Bates, ele assumiu que o mimetismo surgiu como consequência da seleção imposta por predação. O argumento de Müller baseou-se na "força dos números": duas ou mais espécies não palatáveis podem evoluir para uma aparência semelhante, simplesmente por compartilharem custos de mortalidade menores envolvidos no ensino de predadores ingênuos para evitá-los. 

## Evolução do mimetismo
Ainda há muitas perguntas sobre a via evolutiva do mimetismo que não foram elucidadas, no entanto, várias hipóteses foram geradas para tentar explicar como as alterações na aparência dos organismos que emitem sinal semelhante se movem em relação um ao outro durante a evolução.
Dixey em 1897 argumentou que a aparência do modelo não se altera durante a evolução do mimético. Este raciocínio baseia-se no pressuposto de que a resposta mimética gradual atinge seu máximo com a manutenção das características do modelo. Assim mutações no modelo seriam geralmente menos eficientes. 
Fisher em 1930 argumentou contra Dixey e afirmou que a seleção tenderá a modificar o modelo de modo a torná-lo diferente do organismo mimético e tão evidente, chamando atenção do predador, quanto possível. No entanto, manteve a ideia de que o valor mimético atinge seu máximo com a manutenção das características do modelo. Sua explicação foi baseada na suposição de que o valor mimético é assimétrico, de modo que as mutações que distanciam o modelo do mimético são menos desvantajosas que aquelas que o aproximam. 
Recentemente, pesquisadores têm argumentado que o modelo se afasta do mimético, mas a um ritmo mais lento onde, o mimético deve ser capaz de se aproximar do modelo mais rápido do que este se afasta para que o mimetismo possa se estabelecer. 
Parece necessário para a aparência do modelo alterar-se durante a evolução, caso contrário o mimetismo mülleriano tornar-se-ia um problema, pois, ambos o modelo e o mimético podem ser vistos como modelo um para o outro. Se a aparência dos dois organismos for diferente e ambos estiverem em sua resposta máxima, eles podem evoluir para esse novo sinal que os diferencia?                                                                                    
Uma alternativa para este dilema foi feita por Nicholson em 1927, a hipótese das duas etapas. Nela o primeiro passo é a mutação de um gene modificador que atua na regulação de um complexo supergene, trazendo uma espécie mais próxima em aparência da outra rapidamente. 
O segundo passo seria de pequenas mutações que ajustariam a semelhança perfeita entre modelo e mimético 

## Classificação
Existem diversos tipos de mimetismo, e estes podem ser classificados quanto ao valor adaptativo que beneficia a espécie imitadora ou também podem ser classificados quanto às diferentes funções que desempenham na vida do organismo.

### Classificação quanto ao valor adaptativo
Essa classificação leva em conta o valor adaptativo que beneficia a espécie imitadora. Existem quatro tipos de mimetismo: Batesiano, Mülerriano, Peckhamiano e Wasmanniano.

#### Batesiano
O mimetismo batesiano ocorre quando a espécie mimética e o modelo vivem no mesmo espaço geográfico ao mesmo tempo, mas não interagem de forma direta. É notável que uma característica presente neste tipo seja a maior abundância do organismo modelo na natureza que o ser mimético, de modo que o predador tenha maiores chances de predar o modelo (impalatável, agressivo...) e aprenda a evitá-los ..
O mimetismo batesiano é conhecido como o fenômeno onde um animal inofensivo ou palatável evolui semelhante a um animal perigoso ou desagradável (modelo).
Exemplos

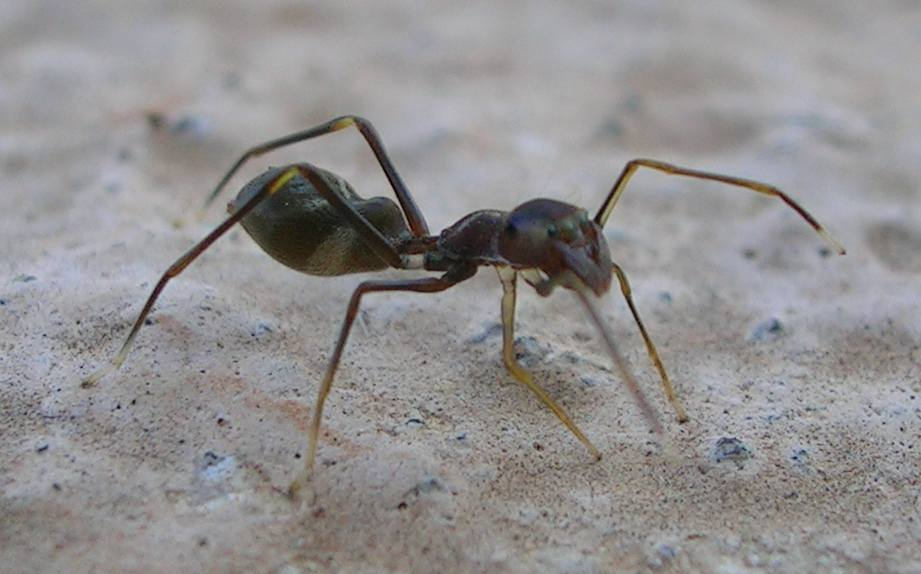
Aranha mimetizando formiga.

Um dos modelos mais imitados por aranhas e outros artrópodes são as formigas, isso porque as formigas são evitadas pela grande maioria dos grupos animais por apresentarem ferrão, fortes mandíbulas, exoesqueleto duro, substâncias irritantes como o ácido fórmico e um sistema de defesa espetacular já que vivem em colônia. As aranhas que imitam formigas acabam apresentando um corpo que aparenta ser dividido em três segmentos, suas pernas se tornam longas e finas e suas quelíceras se assemelham a mandíbulas como as da formiga. Os olhos e o ferrão são imitados pela cutícula e fiandeira..
Outro modelo do mimetismo batesiano é o que ocorre entre os Lepidoptera tóxicos e não-tóxicos. Por exemplo, as lagartas de mariposas do gênero Alcides, que alimentam-se de plantas da família Euphorbiaceae cujo nível de toxinas acumuladas acaba por afastá-las de predação em sua fase adulta. Na Nova Guiné a mariposa Alcides agathyrsus possui como modelo mimético não-tóxico a borboleta Papilionidae, de asas de coloração similar, Papilio laglaizei. Ela mimetiza a mariposa tóxica para obter a mesma vantagem de escape à predação. Na América do Sul, diversas borboletas apresentam um padrão de coloração em laranja, amarelo e negro, indicando sua toxidade; modelo este compartilhado por espécies palatáveis e impalatáveis.
Há também o clássico exemplo da cobra coral e da falsa cobra coral.  A verdadeira,  pode matar e é extremamente venenosa. A falsa,  não tem veneno algum.  Essa semelhança é usada pela falsa cobra coral como um mecanismo de defesa,que confunde os predadores e a faz ter mais chances de sobrevivência no mundo animal.  

#### Peckhamiano
Ocorre quando a espécie mimética é o predador, que engana sua presa para se aproximar o suficiente a ponto de capturá-la.

#### Wasmanniano
Neste tipo de mimetismo as estratégias são variadas. Os estímulos utilizados dependem da forma na qual o hospedeiro reconhece co-específicos, podendo os estímulos serem químicos ou táteis. Neste mimetismo a espécie mimética não afeta negativamente a espécie imitada já que cada uma utiliza-se de presas distintas e a presença do mímico não tem efeito algum sobre o sucesso reprodutivo do modelo. Seriam basicamente comensalistas.

#### Mülleriano

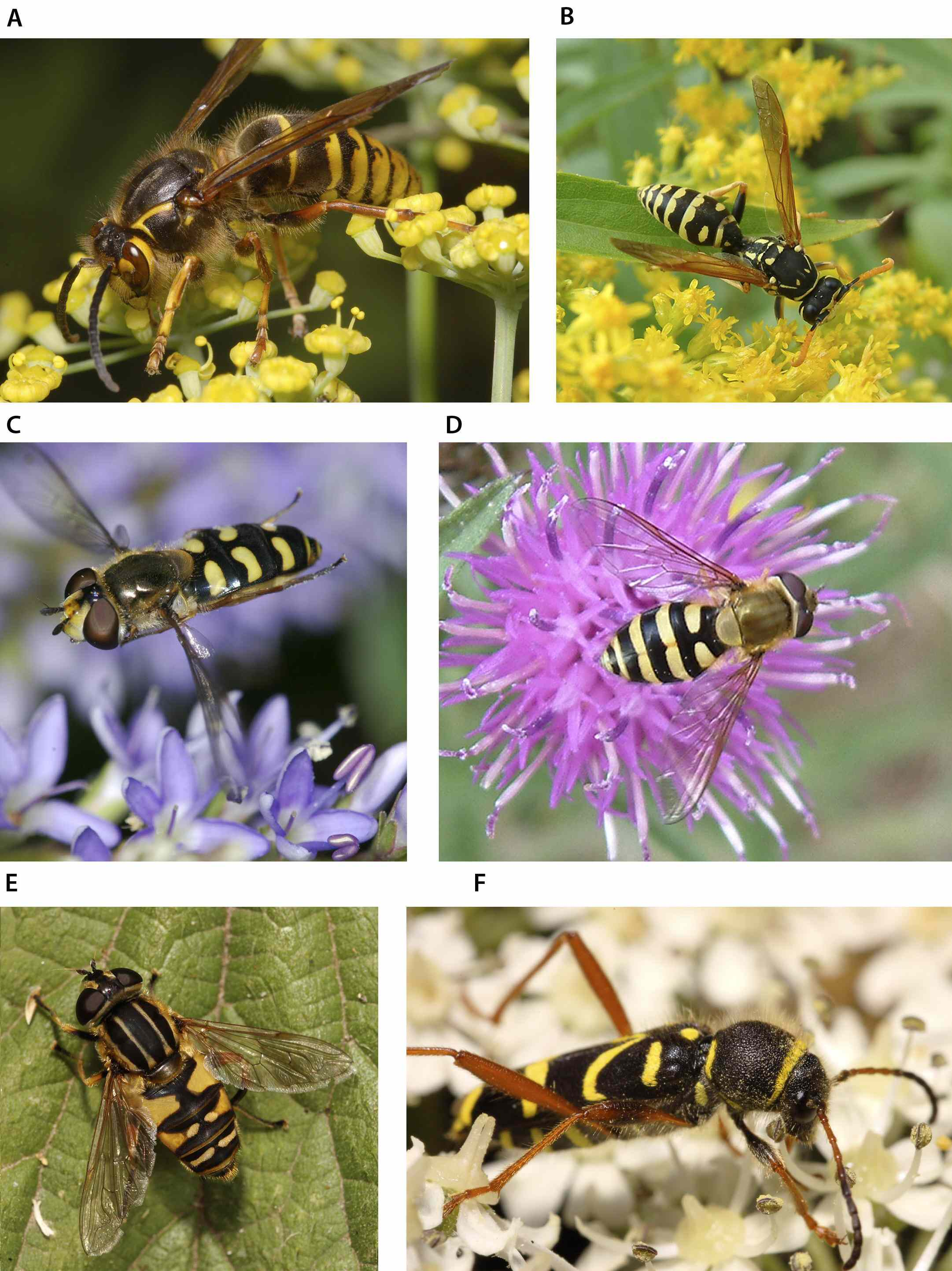
Diversas espécies inofensivas que mimetizam vespas.

Neste tipo de mimetismo a interação entre o modelo, a espécie mimética e o receptor do sinal igual é semelhante ao visto no batesiano, porém neste, tanto o modelo quanto o mimético compartilham sinais defensivos, coloração, forma e odores que conferem uma vantagem adaptativa ao facilitar a memorização destes animais pelo predador. Fazendo com que o predador associe a imagem da presa como imprópria para consumo, porém essa imagem é compartilhada entre 2 espécies diferentes, fazendo com que nenhuma dessas espécies seja predada..
Exemplo
Um exemplo bem conhecido é o da lagarta Euchelia jacobaea, aberrantemente colorida com faixas amarelas e negras, é rejeitada por aves insetívoras após um contacto mínimo, devido a secreções nauseabundas que emanam de sua derme. As vespas que trazem o mesmo padrão de coloração têm igualmente um gosto nauseabundo, por causa de seus órgãos digestivos. As aves, após terem atacado vespas ou lagartas daquelas espécies, rejeitam qualquer inseto que exiba o mesmo tipo de padrão cromático.

### Classificação quanto à função

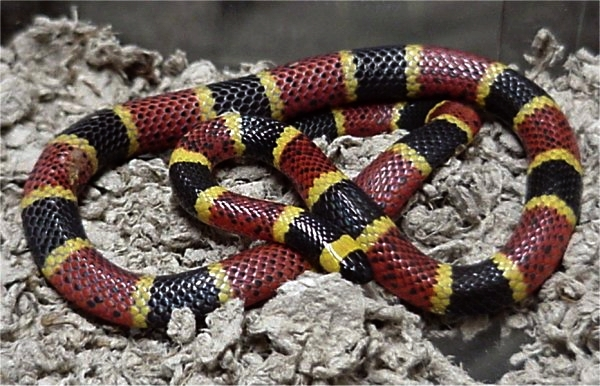
Coral falsa.

#### Defensivo
Tem como alvo os predadores do mímico. Quando um organismo (perigoso ou não) mimetiza outro organismo perigoso. Como o mimetismo batesiano, onde uma espécie inofensiva mimetiza uma espécie perigosa.

#### Agressivo
Tem como alvo a presa do mímico. Organismos perigosos que imitam situações inofensivas, como as aranhas do gênero Myrmarachne, Família Salticidae, que se disfarçam de formigas.
Em algumas situações é vantajoso para um predador para se assemelhar a sua presa, ou um parasita seu hospedeiro (mimetismo do tipo peckhamiano). 
Para o mimetismo agressivo, a frase "um lobo em pele de cordeiro" é uma descrição apropriada, pois não envolve os mecanismos de alerta. O imitador adota algumas das marcas de reconhecimento de seu modelo, a fim de assegurar vantagem em relação ao modelo ou em relação a uma terceira espécie que interage com o modelo. O modelo pode ser mimetizado durante apenas uma etapa única do ciclo de vida, como no caso de cucos parasitárias, que põem ovos que se assemelham aos de seus hospedeiros, ou o modelo pode imitar uma presa da vítima, como no caso dos peixes pescador, que possuem espinhos modificados com uma "isca" para atrair outros peixes próximos. 
Exemplo
Nesta classe de mimetismo exemplos como aranhas gênero Zodarion, Aphantochilus e Strophius são especializadas em se alimentar de formigas e para facilitar tal processo predatório estas mimetizam as formigas. As formigas não apresentam boa visão e isso é uma vantagem para o mimetismo das aranhas. As formigas interpretam o ambiente usando sensores químicos e táteis, muito pouco a visão. A estratégia agressiva da aranha é simples, primeiro atrai ou passa despercebida pela formiga para capturá-la. Geralmente evitam contato físico para evitar a defesa corporativa, ou seja, o ataque de oda a colônia.

#### Reprodutivo
Muito comum em plantas, que mimetizam a fêmea de algumas espécies de inseto e se beneficiam da tentativa de cópula do macho para sua polinização.
Um grande número de plantas, especialmente orquídeas, usam a mímica para atrair insetos polinizadores à visitar a flor e polinizar com sucesso sem recompensa alimentar, como no caso de plantas que ofertam néctar, ao inseto polinizador.
Exemplo

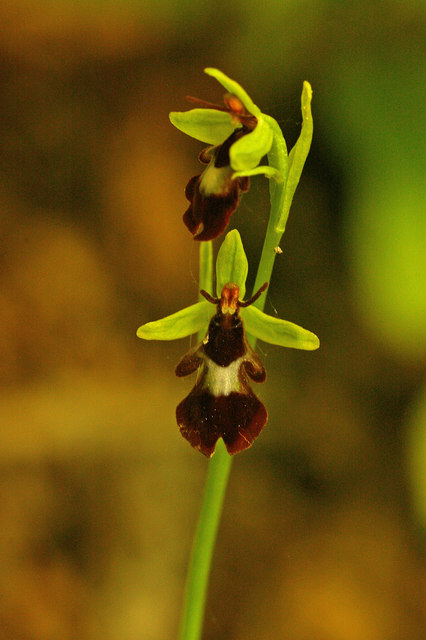
Orquídea mimetizando fêmea de artrópode.

Muitas flores que são vermelho escuro ou vermelho-púrpura produzem um perfume que é semelhante ao cheiro de carne podre. Neste caso, o polinizador visita a flor acreditando que há uma refeição ou uma carcaça, em que poderá colocar seus ovos. Moscas fêmeas pousam sobre essas flores, colocam seus ovos, e no processo de mudança de flor, inadvertidamente, polinizam-no. No entanto, quando os ovos eclodem as larvas morrem, pois não há carne podre para comer. Em outros casos, polinizadores enganados sobre a flor ao se moverem em torno desta, inadvertidamente, polinizam-na, enquanto tentam encontrar a carne podre para comer.
Além da necessidade de comer, polinizadores precisam se acasalar, a fim de produzir a próxima geração e assegurar a continuidade da espécie. Muitas orquídeas aproveitam esse comportamento inato para se reproduzir. A verruga martelo orquídea da Austrália Ocidental produz um odor químico quase idêntico ao feromônio que a vespa Thynnine fêmea libera quando está sexualmente receptiva. O labelo da orquídea (lábio inferior) é também moldado de forma semelhante ao corpo da vespa fêmea. A vespa Thynnine macho agarra a fêmea imitação e tenta voar, neste processo ele carrega pólen alí contido, levando a outras orquídeas..

## Exemplos de mimetismo na natureza

### Invertebrados

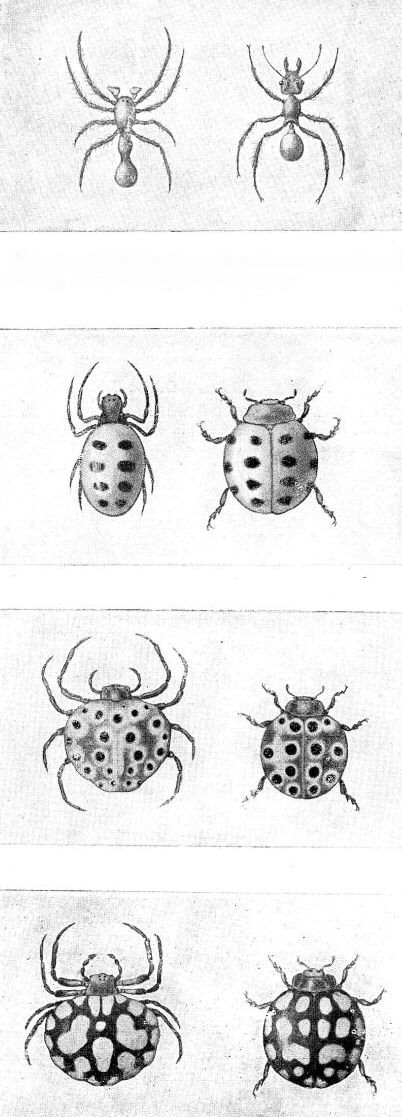
Mimetismo de aranhas.

Joaninha (Coccinellidae) e besouros (Chrysomelidae) são considerados impalatáveis, e apresentam cores de destaque denominadas apozemáticas, geralmente, com manchas contrastantes. Um grupo inteiro de baratas filipinas do gênero Prosoplecta mimetiza esses besouros, tendo sofrido modificações profundas para alcançar a semelhança. Para simular a forma curta e arredondada das joaninhas, as grandes asas traseiras das baratas são enroladas e dobradas em uma forma sem paralelo em outros insetos. Outro grupo que comumente imita joaninhas são as aranhas que imitam as cores e manchas na parte superior.
A ordem Lepidoptera é rica em mímica batesiana, o mais conhecido dos quais é uma borboleta de rabo de andorinha, Papilio Dardano, uma espécie comum em África. Em muitas populações desta espécie as fêmeas são polimórficas, isto é, um número de diferentes tipos de coloração são encontrados, com cada tipo sendo um mímico de uma espécie de borboleta não comestível de outro gênero (quer Danaus ou Amauris). Em todas as populações, os machos não são mímicos, mantendo o mesmo padrão amarelo e preto. 
A ordem Hymenoptera (especialmente as abelhas, vespas e marimbondos), normalmente é bem protegida contra a maioria dos predadores, possuindo além de uma coloração de advertência, picadas dolorosas. Sendo assim são imitados por insetos de muitas outras ordens. 

### Vertebrados
O fenômeno do mimetismo, onde uma espécie evolui para se assemelhar a outras surgem muitas vezes ao longo dos processos evolutivos dos reinos animal e vegetal. Em peixes marinhos, este tipo de comportamento é muito bem documentado por Randall (2005). O trabalho de Sazima (2002) revisa os principais casos de mimetismo agressivo tanto para peixes de água doce quanto para peixes marinhos. Em anfíbios (salamandras) o mimetismo é bem conhecido e estudado, envolve duas formas de cor da salamandra-de-dorso-vermelho comum, Plethodon cinereus. 
Tal salamandra normalmente apresenta pigmentação escura nas laterais do corpo, mas em algumas regiões encontra-se uma forma que não possui a pigmentação escura e possui coloração vermelho-alaranjada nos flancos e dorso. Esta forma assemelha-se aos tritões-vermelhos que são extremamente tóxicos e pode dar algum grau de proteção a estas salamandras que são palatáveis. 